# Forst Sankt Bartholomä
Koordinaten: 47° 30′ 39,9″ N, 12° 58′ 28,9″ O

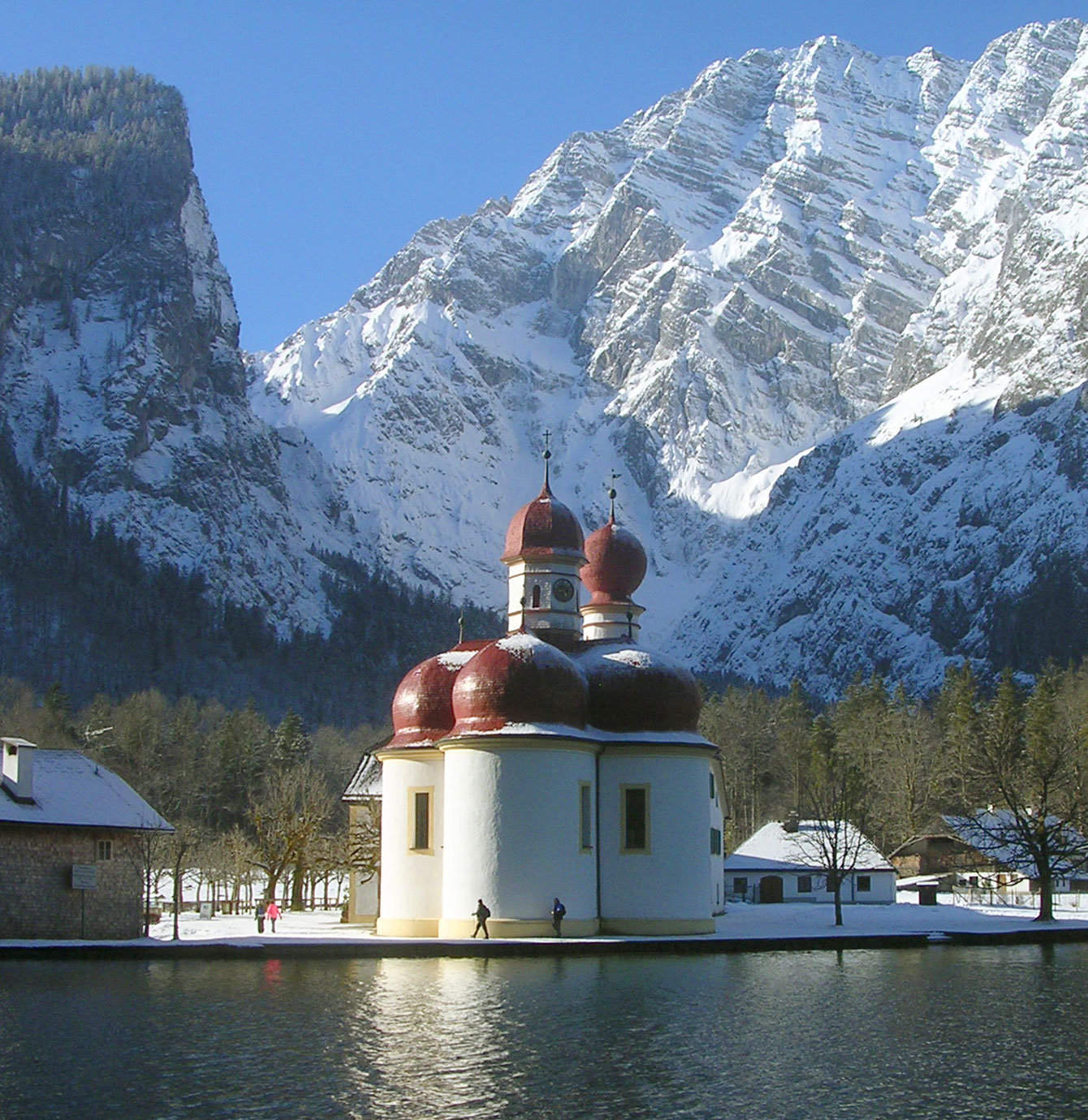
Die namensgebende Wallfahrtskirche St. Bartholomä am Westufer des Königssees liegt auf der Gemarkung Sankt Bartholomä, während der See zur Gemarkung Forst Königsee gehört. Das Seeufer bildet hier die Gemarkungsgrenze.

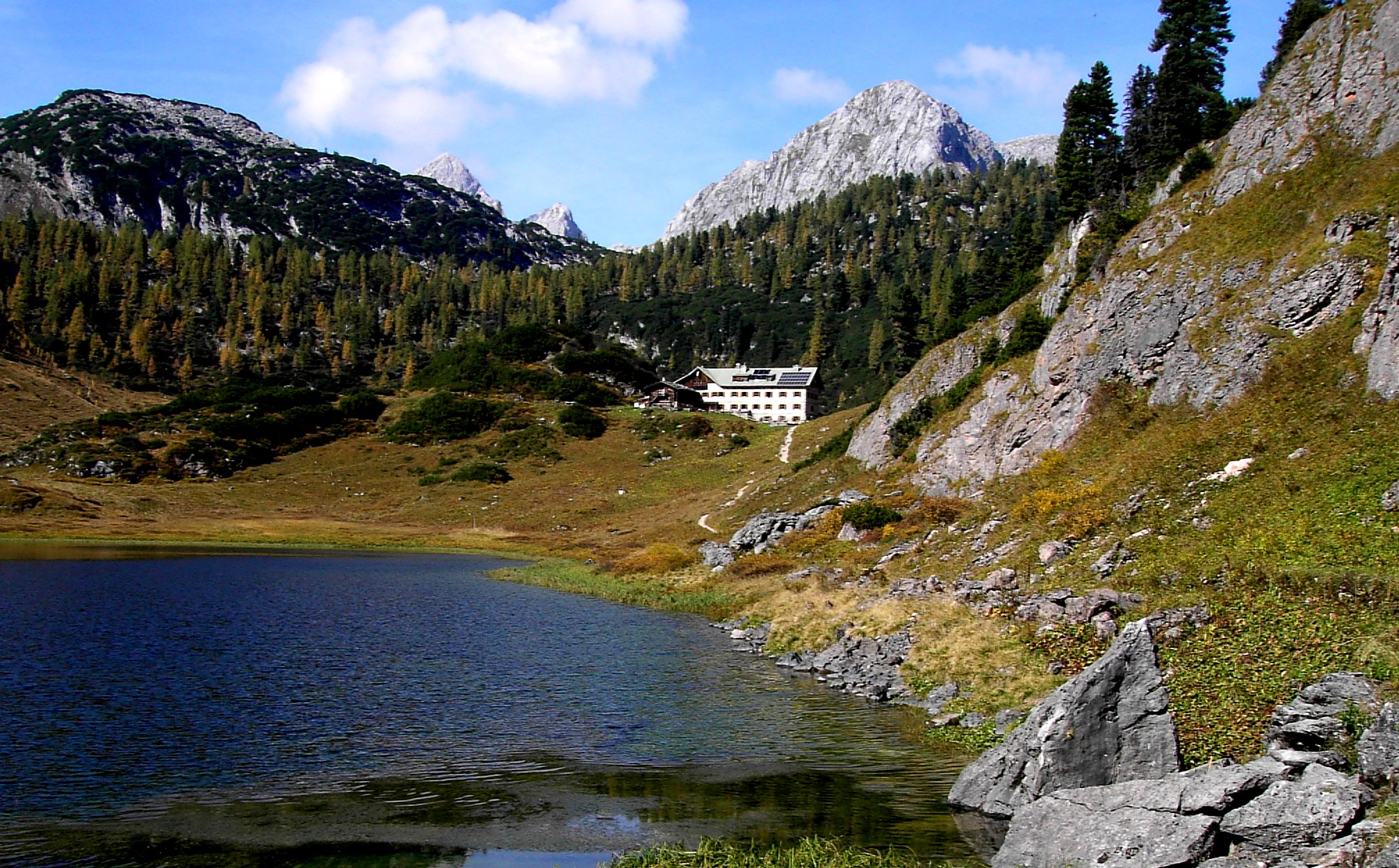
Der Funtensee sowie das Kärlingerhaus liegen in der Gemarkung Sankt Bartholomä.

Der Forst Sankt Bartholomä ist eine etwa 6519 Hektar große Gemarkung im oberbayerischen Landkreis Berchtesgadener Land. Er war bis 1983 ein gemeindefreies Gebiet.

## Lage
Der Forst Sankt Bartholomä liegt vollständig auf dem Gemeindegebiet von Schönau am Königssee.
Die Gemarkung grenzt im Westen an die Gemarkung Ramsauer Forst (099974) und im Norden an die Gemarkung Forst Königssee (099972). Im Osten und Süden grenzt die Gemarkung an das österreichische Bundesland Salzburg, und zwar an die Katastralgemeinden Torren, Sulzau (Gemeinde Golling an der Salzach), Hinterthal, Winkl und Lichtenberg (Gemeinde Maria Alm am Steinernen Meer). Einziger Gemeindeteil auf der Gemarkung ist St. Bartholomä.
Das Gemarkungsgebiet liegt vollständig im Nationalpark Berchtesgaden.

## Geschichte
Das gemeindefreie Gebiet im Landkreis Berchtesgadener Land wurde zum Jahresende 1983 aufgelöst und am 1. Januar 1984 in die Gemeinde Schönau am Königssee eingegliedert. Am 1. Januar 1983 hatte es eine Fläche von 6497,73 Hektar. Die Fläche zum Gebietsstand 1. Oktober 1966 betrug ebenfalls 6497,73 Hektar.